# The Patriot (film 1916)
The Patriot è un film muto del 1916 diretto da William S. Hart.

## Trama
Dopo essere stato derubato dei suoi diritti minerari da un agente governativo, Bob Wiley - un veterano della guerra ispano-americana - lascia Little Bob, il suo ragazzo, a casa e parte per Washington, dove ha intenzione di battersi per riavere legalmento quello che gli è stato sottratto con l'inganno. Ma la fortuna non lo assiste: deluso e amareggiato, torna a casa per scoprire che durante la sua assenza il figlio è morto, colpito dalle febbri. La tragedia lo rende un uomo indurito e vendicativo, che attribuisce al governo non solo il furto dei suoi averi, ma anche la morte del figlio, che lui non ha potuto assistere a causa della sua assenza forzata. Si unisce così a una banda di guerriglieri messicani che vogliono razziare una città di confine. Ma, quando vi giunge, Wiley vede un orfano che gli ricorda il suo ragazzo morto. In lui rinascono i sentimenti che aveva perduto e decide di aiutare gli abitanti della città a respingere l'assalto dei messicani. L'orfano, adesso, ha trovato in lui un padre mentre Wiley ritrova nel piccolo l'affetto che provava per il suo bambino.

## Produzione
Il film - che venne girato dal 25 maggio al 1º luglio 1916 - fu prodotto dalla Kay-Bee Pictures e dalla Triangle Film Corporation con un budget di 18.091 dollari.

## Distribuzione
Distribuito dalla Triangle Distributing, il film uscì nelle sale cinematografiche degli Stati Uniti il 3 settembre 1916. In Danimarca, prese il titolo Guldgraveren fra Texas.
Non si conoscono copie ancora esistenti della pellicola che viene considerata presumibilmente perduta.